# پاسکال لیسوبا
پاسکال لیسوبا (به فرانسوی: Pascal Lissouba) (زاده ۱۵ نوامبر ۱۹۳۱ – درگذشته ۲۴ اوت ۲۰۲۰) یک سیاست‌مدار اهل جمهوری کنگو بود که از ۲۴ دسامبر ۱۹۶۳ تا ۱۵ آوریل ۱۹۶۶ نخست‌وزیر جمهوری کنگو و از ۳۱ اوت ۱۹۹۲ تا ۲۵ اکتبر ۱۹۹۷ رئیس‌جمهور جمهوری کنگو بود.
پاسکال لیسوبا در ۲۴ اوت ۲۰۲۰، در سن ۸۸ سالگی در فرانسه درگذشت.